# Druk (film)
Druk (Nederlands: 'Dronken'; Engelse titel: Another Round, in België uitgebracht als Drunk) is een Deense speelfilm uit 2020, geregisseerd door Thomas Vinterberg met in de hoofdrol Mads Mikkelsen. Het scenario is van Vinterberg in samenwerking met Tobias Lindholm. De film is een coproductie van Kasper Dissing en Sisse Graum Jørgensen met het Nederlandse Topkapi Films. Vinterberg droeg de film op aan zijn dochter Ida, die vier dagen na de start van de opnames om het leven kwam in een auto-ongeval.
Druk is de winnaar in de categorie Beste Film van de 33ste European Film Awards en kreeg een Oscar voor beste internationale film. 

## Verhaal
Leraren Martin, Tommy, Peter en Nikolaj zijn collega's en vrienden die op een gymnasium in Kopenhagen werken. Alle vier worstelen ze met ongemotiveerde leerlingen en vinden ze dat hun leven saai en afgezaagd is geworden. Martin wordt hiermee geconfronteerd door zijn eindexamenleerlingen en hun ouders, die aangeven dat hij een belemmering vormt voor het slagen voor hun geschiedenisexamens. Tijdens een diner ter ere van de veertigste verjaardag van Nikolaj bespreekt de groep een theorie die is geïnspireerd op het werk van psychiater Finn Skårderud: dat mensen geboren worden met een bloedalcoholgehaltetekort (BAC) van 0,5 ‰ en dat het handhaven van een BAC van 0,5‰ iemand creatiever en meer ontspannen maakt.
De vrienden besluiten een experiment te doen om Skårderuds theorie te testen. Ze houden een groepslogboek bij waarin ze hun ervaringen vastleggen terwijl ze regelmatig drinken om dit bloedalcoholgehalte te handhaven. Twee van hen hebben persoonlijke problemen die het experiment bijzonder aantrekkelijk maken: Martin is depressief en vervreemd van zijn familie en leerlingen, terwijl Nikolajs vrouw Amalie hem lijkt te minachten. Ze spreken een aantal regels af: hun BAC mag doordeweeks overdag nooit onder de 0,5‰ komen en ze mogen niet drinken na acht uur 's avonds of tijdens het weekend. Elke man vindt zo zijn eigen manier om overdag alcohol te drinken tijdens het lesgeven of coachen van kinderen, maar ze drinken nooit terwijl ze rijden: 0,5‰ is de wettelijke limiet.
Binnen korte tijd vinden alle vier hun werk- en privéleven aangenamer en succesvoller. Vooral Martin is opgetogen nu hij weer contact krijgt met zijn vrouw Anika en zijn zonen Jonas en Kasper. Zijn lessen raken geïnspireerd en zijn leerlingen beginnen plezier in de les te krijgen en hem te respecteren. Hij verwerkt zelfs alcohol in zijn geschiedenislessen, wat zijn zwaar drinkende leerlingen aanspreekt. Aangemoedigd door hun succes besluit de groep het experiment verder uit te voeren en hun minimum BAC te verhogen naar 1‰. Nog steeds de voordelen voelend, verleggen ze uiteindelijk de grenzen nog verder en besluiten ze op een avond zich te bedrinken om de bevrijdende effecten ervan te testen. Echter, na thuiskomst, worden zowel Martin als Nikolaj door hun families geconfronteerd. Martins familie uit haar bezorgdheid en onthult dat ze al weken weten dat hij drinkt. Hij en Anika erkennen hun groeiende afstand, en zij geeft toe dat ze ontrouw is geweest. De groep geeft het experiment op. Martin en Anika gaan uit elkaar, en hoewel hij probeert het goed te maken, wijst zij hem af.
Alle leden van de groep stoppen overdag met drinken, behalve Tommy, en de anderen proberen hem te steunen. Tijdens een faculteitsvergadering, waar de schooldirecteur onthult dat leraren op hun werk hebben gedronken, arriveert Tommy echter zichtbaar dronken. Later stapt hij dronken in zijn boot samen met zijn oude hond, vaart de baai op en slaat uiteindelijk overboord, waarop hij verdrinkt.
Na Tommy's begrafenis gaan de drie overgebleven vrienden uit eten om zijn leven te vieren, onder het genot van een fles schuimwijn. Tijdens het eten ontvangt Martin een berichtje van Anika waarin ze zegt dat ze hem mist. Terwijl ze aan de haven zitten komen pas afgestudeerde studenten voorbij, die hun gebruikelijke dronken feest vieren. Martin, Peter en Nikolaj drinken en dansen met hen mee. Martin, een voormalig jazzballetdanser, geeft eindelijk toe aan de eerdere aandrang van zijn collega's en danst met de studenten. Zijn bewegingen worden steeds energieker en vrolijker voordat hij van de havenmuur de baai in springt.

## Rolverdeling
| Acteur                     | Personage |
| -------------------------- | --------- |
| Mads Mikkelsen             | Martin    |
| Thomas Bo Larsen           | Tommy     |
| Magnus Millang             | Nikolaj   |
| Lars Ranthe                | Peter     |
| Maria Bonnevie             | Anika     |
| Helene Reingaard Neumann   | Amalie    |
| Susse Wold                 | rector    |
| Magnus Sjørup              | Jonas     |
| Silas Cornelius Van        | Kasper    |
| Albert Rudbeck Lindhardt   | Sebastian |
| Frederik Winther Rasmussen | Malthe    |
| Aksel Vedsegaard           | Jason     |

## Ontvangst

### Recensies online
Op Rotten Tomatoes geeft 91% van de 113 recensenten de film een positieve recensie, met een gemiddelde score van 7,70/10. De film kreeg het label "Certified fresh" (gegarandeerd vers). Website Metacritic komt tot een score van 79/100, gebaseerd op 22 recensies, wat staat voor "generally favorable reviews" (over het algemeen gunstige recensies).

### Prijzen en nominaties
De film won 9 filmprijzen en werd voor 10 andere genomineerd. Een selectie:
| Jaar | Evenement                           | Categorie                         | Genomineerde                                                  | Resultaat   |
| ---- | ----------------------------------- | --------------------------------- | ------------------------------------------------------------- | ----------- |
| 2020 | San Sebastián (68ste editie)        | Gouden Schelp voor beste film     | Druk                                                          | Genomineerd |
| 2020 | San Sebastián (68ste editie)        | Zilveren Schelp voor beste acteur | Mads Mikkelsen, Thomas Bo Larsen, Lars Ranthe, Magnus Millang | Gewonnen    |
| 2020 | Europese filmprijzen (33ste editie) | Beste film                        | Druk                                                          | Gewonnen    |
| 2020 | Europese filmprijzen (33ste editie) | Beste regisseur                   | Thomas Vinterberg                                             | Gewonnen    |
| 2020 | Europese filmprijzen (33ste editie) | Beste scenario                    | Thomas Vinterberg, Tobias Lindholm                            | Gewonnen    |
| 2020 | Europese filmprijzen (33ste editie) | Beste acteur                      | Mads Mikkelsen                                                | Gewonnen    |
| 2020 | Europese filmprijzen (33ste editie) | European University Film Award    | Druk                                                          | Genomineerd |
| 2021 | Academy Awards (93ste editie)       | Beste internationale film         | Druk                                                          | Gewonnen    |
| 2021 | Academy Awards (93ste editie)       | Beste regisseur                   | Thomas Vinterberg                                             | Genomineerd |